# Duabanga grandiflora

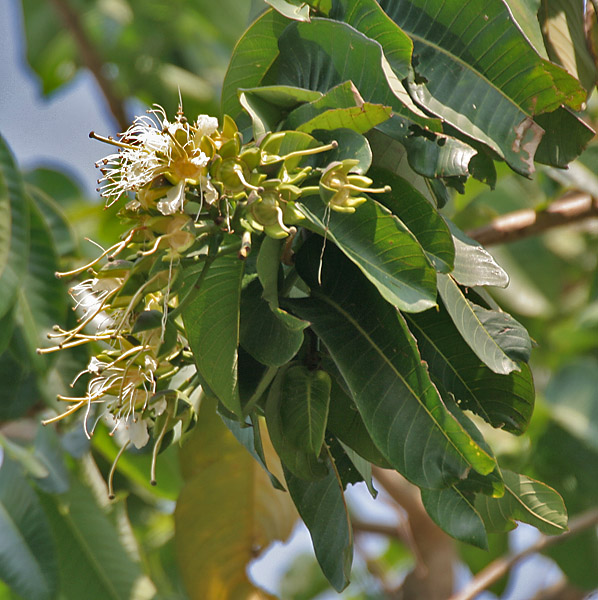
Flores

Duabanga grandiflora es una especie de árbol de la familia Lythraceae. Es originario de Asia tropical, donde se distribuye por China, Camboya, India, Laos, Malasia, Birmania, Tailandia y Vietnam.

## Descripción
Son árboles que alcanzan los 30-40 metros de altura con el tronco es erecto, no dividido, pero a veces se bifurca desde la base. Las ramas inferiores caídas, son largas, delgadas , poco ramificadas y cuadrangulares  con gran cantidad de hojas. Dado que las hojas están dispuestas en dos filas, las ramas delgadas se asemejan a pecíolos. Las hojas son de color verde oscuro por encima y casi blanco por debajo. Florece en abril, exhalando un olor semejante a la asa fétida, pero posteriormente se vuelven inodoras. El fruto es tan grande como una pequeña manzana. La madera es blanca y suave.

## Hábitat
Son árboles que alcanzan los 30-40 metros de altura . Se encuentran entre los 900 y 1500 metros de altitud en los valles de los bosques. También aprecian lugares más abiertos, en especial los bancos de los ríos.

## Sinonimia
- Duabanga sonneratioides Buch.-Ham.
- Lagerstroemia grandiflora Roxb. ex DC.
- Leptospartion grandiflorum (Roxb. ex DC.) Griff.[2]

## Galería

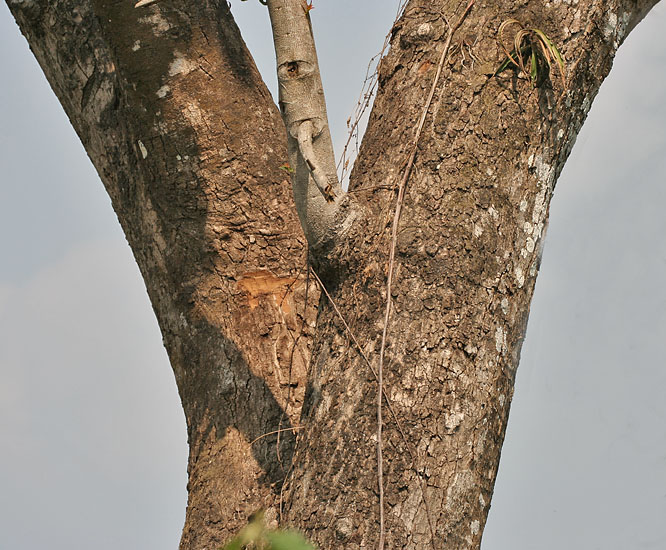
tronco en el Parque Nacional de Buxa en Jalpaiguri distrito de West Bengal, India.
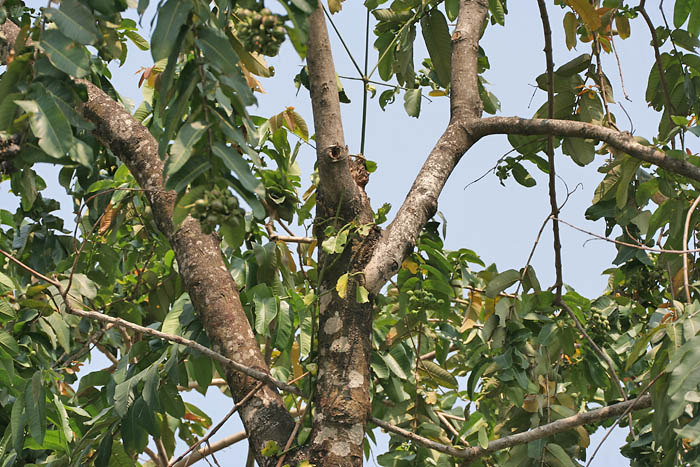
en el Parque Nacional de Buxa en Jalpaiguri distrito de  West Bengal, India.
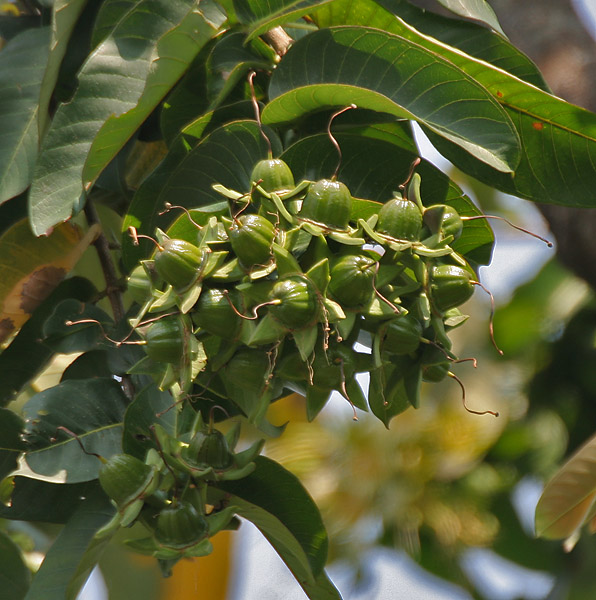
at Jayanti en el Parque Nacional de Buxa in Jalpaiguri district of  West Bengal, India.
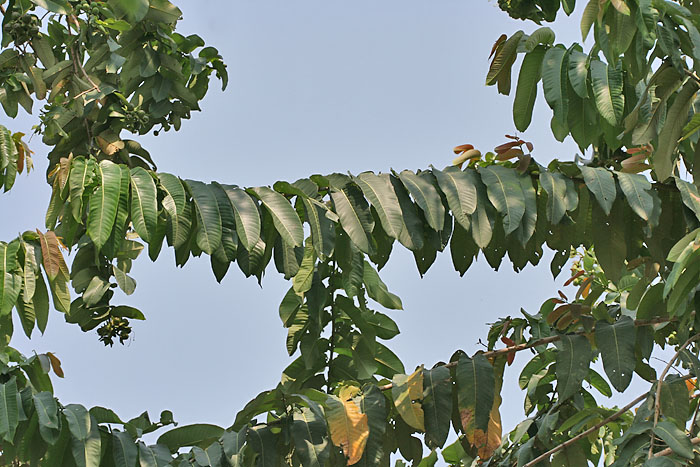
hojas en Jayanti en el Parque Nacional de Buxa en Jalpaiguri distrito de  West Bengal, India.